# Reines de France et Femmes illustres
Le Reines de France et Femmes illustres (in italiano: Regine di Francia e Donne illustri) sono un gruppo di statue nei Giardini del Lussemburgo a Parigi raffiguranti alcune delle figure femminili più importanti di Francia. Il gruppo rappresenta una versione femminile della serie Hommes illustres (Uomini illustri) esibita al Palazzo del Louvre. La selezione fu decisa da Luigi Filippo di Francia e molte delle sculture furono elaborate attorno al 1843, a 12.000 Franchi ciascuna. La serie includeva anche una statua del 1852 di Giovanna d'Arco di François Rude ma che nel 1872 fu spostata al Louvre perché considerata troppo fragile per essere esposta all'aperto.
Le statue sono disposte in fila lungo il giardino del palazzo di Lussemburgo, ognuna ai suoi piedi ha il suo nome ed ognuna è stata scolpita da scultori diversi, come Victor Thérasse o Camille Demesmay

## Le statue
| Posizione nei giardini del Lussemburgo |
| -------------------------------------- |
| nothumb                                |

| Nome                                                                        | Immagine | Inscrizione | Scultore                          | Coordinate                 |
| --------------------------------------------------------------------------- | -------- | ----------- | --------------------------------- | -------------------------- |
| Santa Batilde (c.630-680) Regina di Francia                                 |          |             | Victor Thérasse 1848              | 48°50′51.32″N 2°20′16.91″E |
| Bertrada di Laon (720-783) Regina di Francia                                |          |             | Eugène Oudiné 1848                | 48°50′50.46″N 2°20′17.16″E |
| Matilde di Fiandra (c.1031-1083) Duchessa di Normandia Regina d'Inghilterra |          |             | Jean-Jacques Elshoecht 1848       | 48°50′50.32″N 2°20′17.59″E |
| Santa Genoveffa (423-512) Santa patrona di Parigi                           |          |             | Michel-Louis Victor Mercier 1845  | 48°50′49.6″N 2°20′18.96″E  |
| Maria Stuarda (1542–1587) Regina di Scozia Regina di Francia                |          |             | Jean-Jacques Feuchère 1846        | 48°50′47.98″N 2°20′18.89″E |
| Giovanna III di Navarra (1528–1572) Regina di Navarra                       |          |             | Jean-Louis Brian 1848             | 48°50′47.08″N 2°20′17.56″E |
| Clémence Isaure                                                             |          |             | Antoine-Augustin Préault 1848     | 48°50′46.93″N 2°20′16.51″E |
| Anna Maria Luisa d'Orléans (1627–1693) Duchessa di Montpensier              |          |             | Camille Demesmay 1848             | 48°50′46.43″N 2°20′16.44″E |
| Luisa di Savoia (1476–1531) Duchessa di Nemours Reggente di Francia         |          |             | Auguste Clésinger 1851            | 48°50′45.24″N 2°20′16.37″E |
| Margherita d'Angiò (1429–1482) Regina d'Inghilterra                         |          |             | Ferdinand Taluet 1877             | 48°50′44.95″N 2°20′16.08″E |
| Laura de Noves (1307–1348)                                                  |          |             | Auguste Ottin 1848                | 48°50′44.99″N 2°20′11.08″E |
| Maria de' Medici (1573–1642) Regina di Francia e Navarra                    |          |             | Louis-Denis Caillouette 1847      | 48°50′45.6″N 2°20′10.75″E  |
| Margherita d'Angoulême (1492–1549) Regina di Navarra                        |          |             | Joseph-Stanislas Lescorné 1848    | 48°50′46.5″N 2°20′10.9″E   |
| Valentina Visconti (1370–1408) Duchessa d'Orléans                           |          |             | Victor Huguenin 1846              | 48°50′46.97″N 2°20′10.93″E |
| Anna di Beaujeu (1460–1522) Regina di Francia                               |          |             | Jacques-Édouard Gatteaux 1847     | 48°50′47.54″N 2°20′09.53″E |
| Bianca di Castiglia (1188–1252) Regina di Francia                           |          |             | Auguste Dumont 1848               | 48°50′48.37″N 2°20′08.77″E |
| Anna d'Asburgo (1601–1666) Regina di Francia e Navarra                      |          |             | Joseph-Marius Ramus 1847          | 48°50′49.74″N 2°20′08.81″E |
| Anna di Bretagna (1477–1514) Regina di Francia                              |          |             | Jean-Baptiste Joseph Debay 1846   | 48°50′50.86″N 2°20′10.43″E |
| Margherita di Provenza (1219–1295) Regina di Francia                        |          |             | Honoré Husson 1847                | 48°50′51.18″N 2°20′10.82″E |
| Santa Clotilde (465-545) Regina di Francia                                  |          |             | Jean-Baptiste-Jules Klagmann 1847 | 48°50′51.54″N 2°20′10.72″E |

| Nome                                                                    | Immagine | Scultore           | Coordinate                 |
| ----------------------------------------------------------------------- | -------- | ------------------ | -------------------------- |
| Giovanna d'Arco (1412–1431) Eroina nazionale e Santa patrona di Francia |          | François Rude 1852 | 48°51′37.22″N 2°20′15.36″E |